# Танстелл, Мармадюк
Мармадюк Танстелл (англ. Marmaduke Tunstall; 1743[…], Burton Constable Hall, Йоркшир и Хамбер — 11 октября 1790, Уайклиф, Дарем) — британский орнитолог и коллекционер. Он был автором книги Ornithologica Britannica (1771), вероятно, первой британской работы, в которой использовалась биноминальная номенклатура.

## Биография
Танстолл родился в Бертон-Констебле в Йоркшире. В 1760 году он унаследовал семейные поместья Скаргилл, Хаттон, Лонг-Виллерс и Уайклифф. Будучи католиком, он получил образование в Дуэ во Франции. По окончании учёбы поселился на Уэлбек-стрит в Лондоне, где создал обширный музей, а также большую коллекцию живых птиц и животных. Он известен тем, что официально описал сапсана. После его женитьбы в 1776 году музей был переведен в Уайклифф и в то время был одним из лучших в Англии.
В возрасте двадцати одного года Танстолл стал членом Лондонского общества антикваров, а в 1771 году был избран членом Королевского общества.
Танстолл умер в Уайклиффе, и его владения перешли к сводному брату Уильяму Констеблу. Констебл пригласил Томаса Бьюика, которому Мармадьюк заказал гравюру «Дикий бык древней каледонской породы, ныне находящийся в парке замка Чилингем, Нортумберленд», в Уайклифф, где он провел два месяца, делая рисунки с образцов птиц. Музей, известный как Музей Уайклиффа, был продан Джорджу Аллану из Блэквелл-Грейндж, Дарлингтон, который разместил его содержимое в своем доме. После его смерти в 1800 году музей оставался в Грейндже до 1822 года, когда его приобрело Литературно-философское общество Ньюкасла, и он стал «Музеем Ньюкасла».